# قلعة نخل

## قلعه نخل:

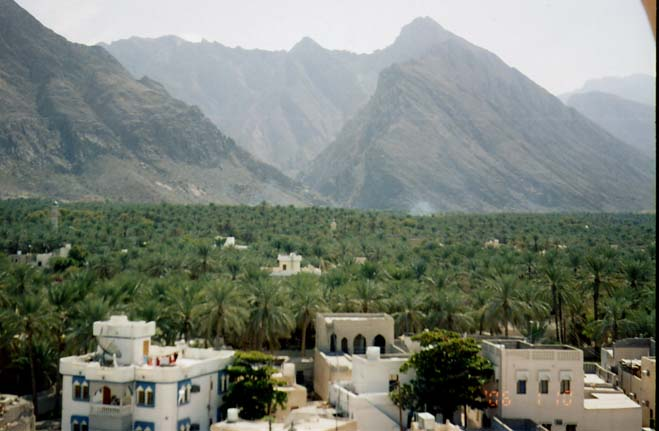
منظر لمزارع النخيل من قلعة نخل

قلعة نخل (تسمى أيضًا حصن نخل) هي واحدة من أبرز المعالم التاريخية والأثرية في سلطنة عمان، تقع عند مدخل ولاية نخل المجاور لسوق نخل القديم، ومن خلفها يتدفق وادي السبّات الممتد من وادي الحمام في محافظة جنوب الباطنة، استمدت اسمها من اسم الولاية نفسها، وتقع القلعة وسط بساتين من النخل وهي بناء محصن يرتفع فوق ربوة صخرية يصل ارتفاعها إلى 200 قدمًا عند قاعدة جبل نخل في سفوح جبال الحجر الغربي شمال شرق الجبل الأخضر في ولاية نخل، وتبلغ مساحتها الداخلية حوالى 3400 مترمربع، تبعد عن العاصمة مسقط 120 كيلومترا. ومسافة 90 كيلومتر من مطار مسقط الدولي.
يمتاز البناء العام لهذه القلعة بأنه لا يتبع تخطيطا معينا في شكل بنائه، حيث خطط البناء على شكل صخرة غير منتظمة الشكل. و بعض أجزاء الصخرة ترتفع مع ارتفاع البناء ويمكن ملاحظة ذلك في بعض الأبراج وعلى وجه الخصوص في الجانب الغربي من القلعة.

## تاريخ:
يعود تاريخ بناء القلعة إلى عهد ما قبل الإسلام، بنيت من الجص والحصى والرمل والطين والحجارة الكبيرة. تم تجديدها في القرنين الثالث والعاشر الهجري خلال فترة حكم أئمة بني خروص واليعاربة، أما الباب الخارجي وسور القلعة وأبراجها فقد بنيت في عهد الإمام سعيد بن سلطان وذلك في عام 1250هـ / 1834م.
في عام 170 هـ قام الإمام الصلت بن مالك الخروصي بترميمها وإدخال التحسينات عليها لتكون بمثابة الحارس على مزارع النخيل المخضرة الممتدة تحت سفح الجبل، التي تمكن المشاهد من رؤية منظر فاتن لكل ما حوله من المنطقة الريفية، مما أعطاها خاصية وميزة جمالية فريدة من نوعها.
تعد القلعة إحدى المزارات السياحية الهامة التي يقصدها زوار منطقة نخل وجنوب الباطنة عمومًا. في عام 1990م، انتهى ترميم القلعة وتجهيزها بالصناعات الحرفية والتحف الأثرية بحيث أصبحت نقطة جذب يؤومها السياح والزوار. اشتهرت منطقة نخل بكثرة الينابيع المعدنية والعيون الساخنة التي تتدفق على مدار السنة من صدوع في صخور الجبال والذي كان السبب في كثرة مزارع وبساتين النخيل.

## الخصائص:
القلعة متينة البناء ضخمة الهيكل ومبنية على منصات صخرية تضم عددًا من الأبراج أشهرها الثلاثة: الشرقي والغربي والأوسط، وفي داخلها بئران للمياه. تتصل هذه الأبراج الاسطوانية الشكل بالمبنى الرئيسي وكانت تستخدم للحراسة والمراقبة وتوجد أبراج خارجية يصل عددها إلى حوالي 20 برجا موزعا بانحاء مختلفة من الولايات وتعتبر خط الدفاع الأول عن القلعة.
ومن بين أهم السمات المعمارية أنها بنيت على جبل ذا انحائها مما اعطى مبنى القلعة ميزه جماليه فريده من نوعها تميزها عن باقي القلاع في عمان حيث يظهر المبنى وكانه محمول على الصخور ليمتزج مع الطبيعة الخلابة من حوله وتمتاز القلعة بعلو ارتفاعها وبشكلها الجميل الذي يبدو للقادم وكانه سقينه راسيه كما تمتاز القلعة بالسمة المعماريه الدفاعيه ويبدو ذلك واضحا من السور والابراج ومداخل وفتحات البنادق الموجوده على اسطح مبنى القلعة.

## محتويات القلعة:
تتكون قلعة نخل من ثلاثة أجزاء رئيسية، الجزء الأول ويتكون من الباب الرئيسي وغرفة الحراس وبئر ماء وغرفة قاضي ومسجد، أما الجزء الثاني فيحتوي على السور الكبير المرتفع والذي يضم الأبراج والمدخل ذي العقود المقوسة، والبزره الشتويه والبزره الصيفيه، والمبنى الرئيسي الداخلي يضم طابقين: الطابق الأول يوجد به مخزنين مكان خاص بتخزين التمور ومخزن المؤونة، وغرفة المناجاة (غرفة التوفيق والمصالحة)، والسجن، وبئر ماء، وغرف صغيره . أما في الطابق الثاني يوجد به غرف كل من الوالي وعائلته، استراحه نسائيه، غرف الضيوف، قطع من الأثاث القديم. كما تحتوي القلعة على بعض السيوف والمدافع القديمة التي كانت تستخدم في الدفاع عن القلعة والمناطق الزراعية المحيطة بها.

## القيمة الجمالية للقلعة:
إضافة إلى استغلال الجبل الذي أقيمت عليه القلعة ليكون جزءاً من التحصينات الدفاعية داخل وخارج القلعة، لا تخلو القلعة من الأسقف الخشبية العمانية بالألوان والرسوم التقليدية التي لا تزال تحتفظ بجمالها.

## معرض صور:

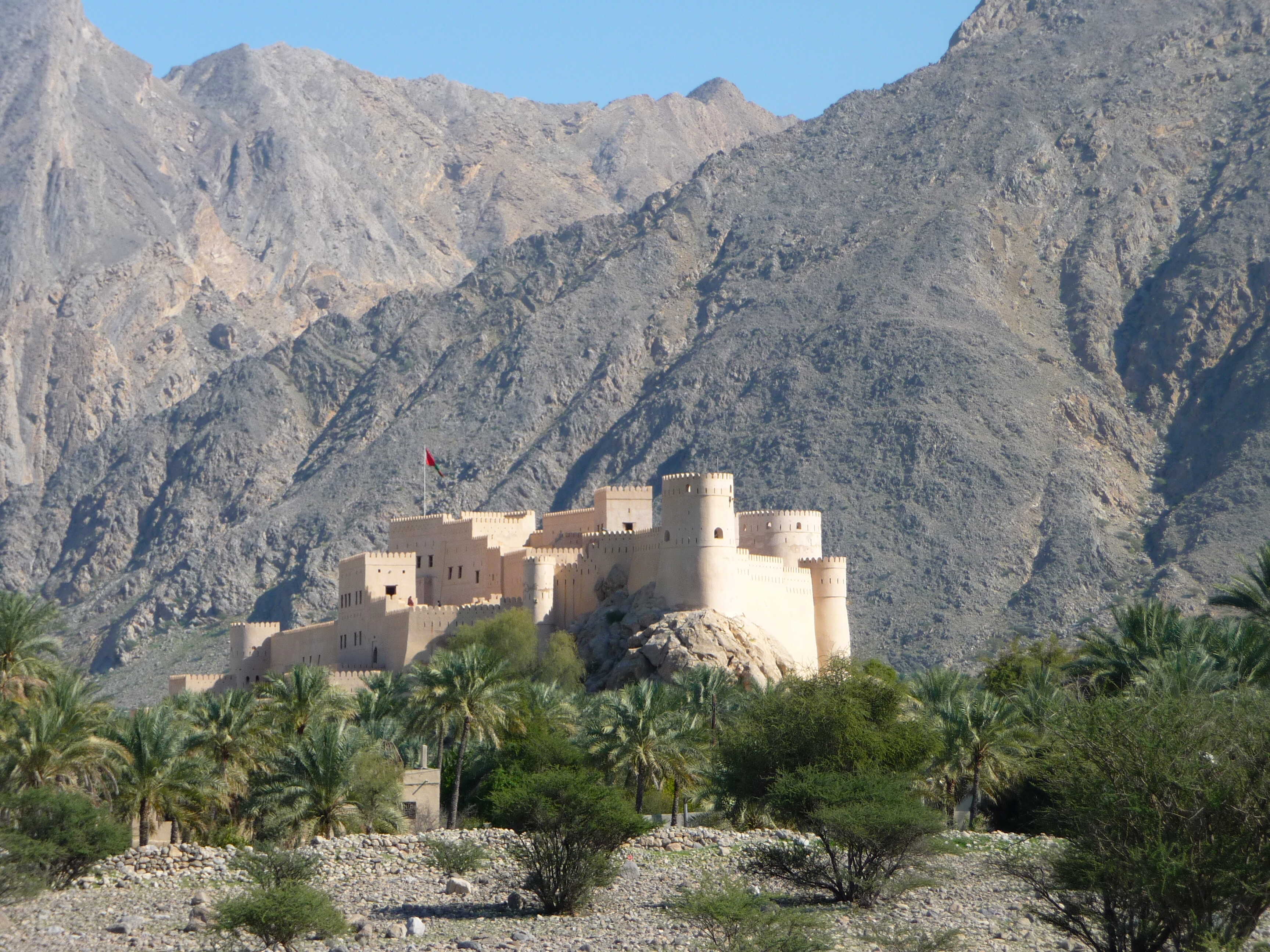
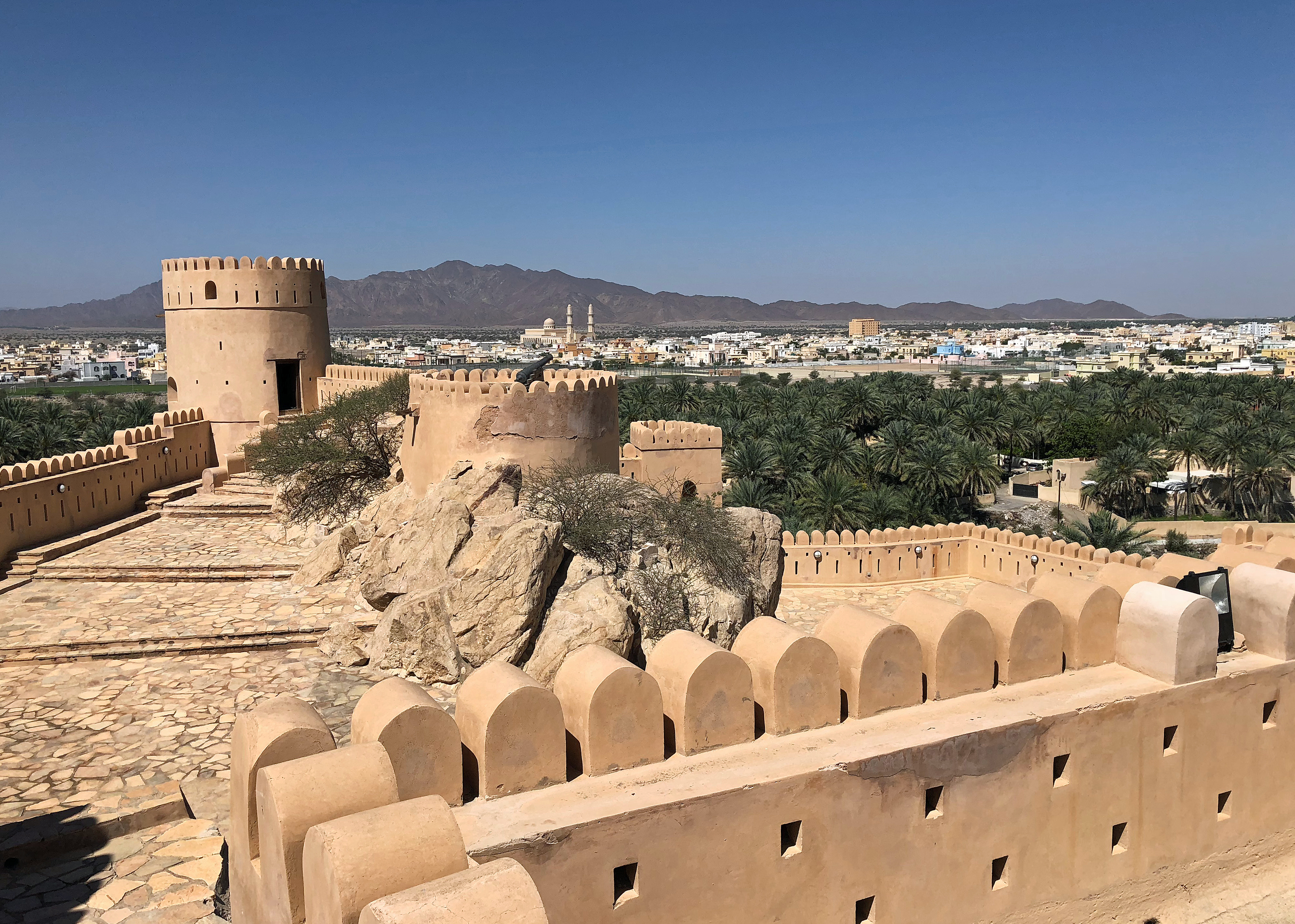
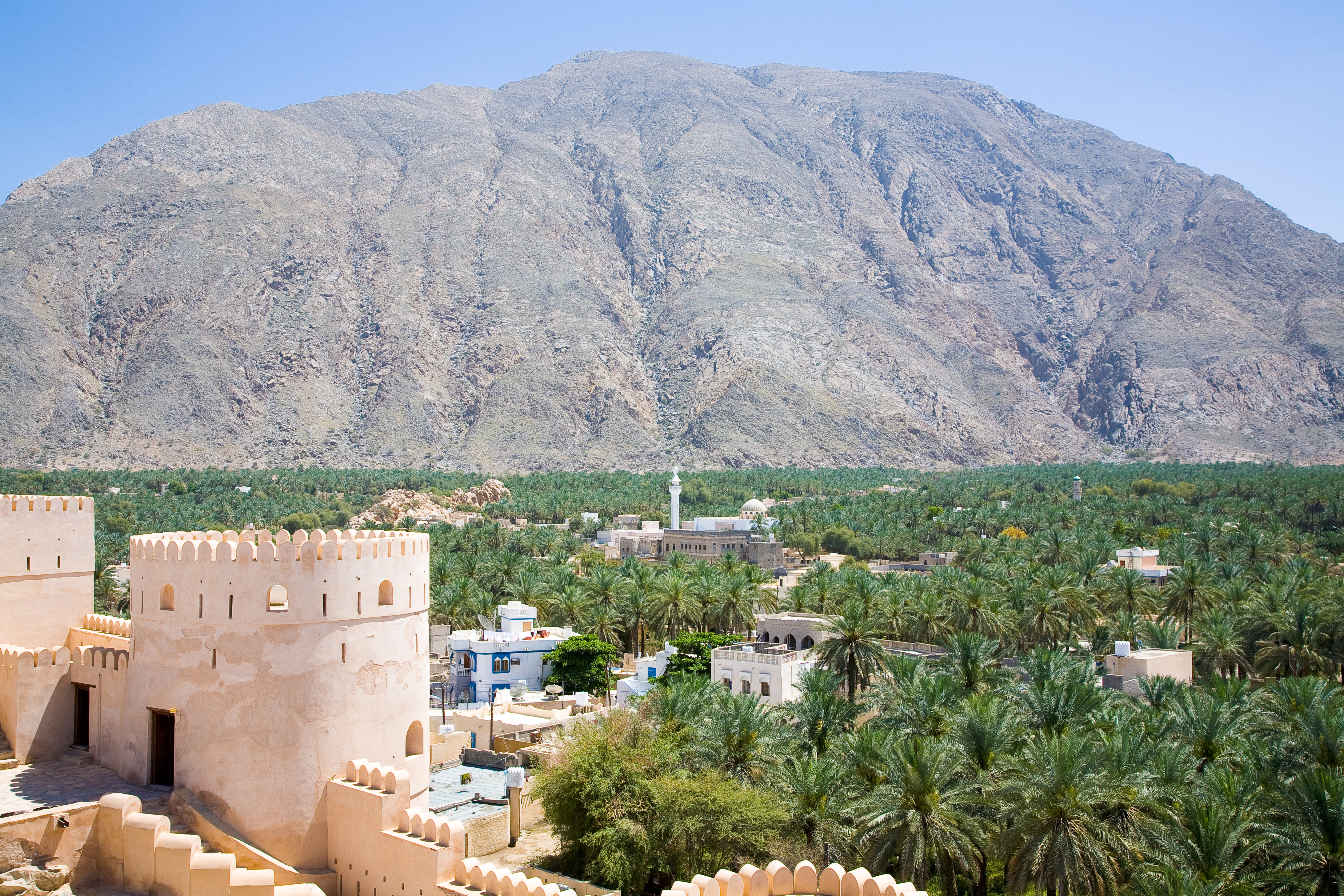
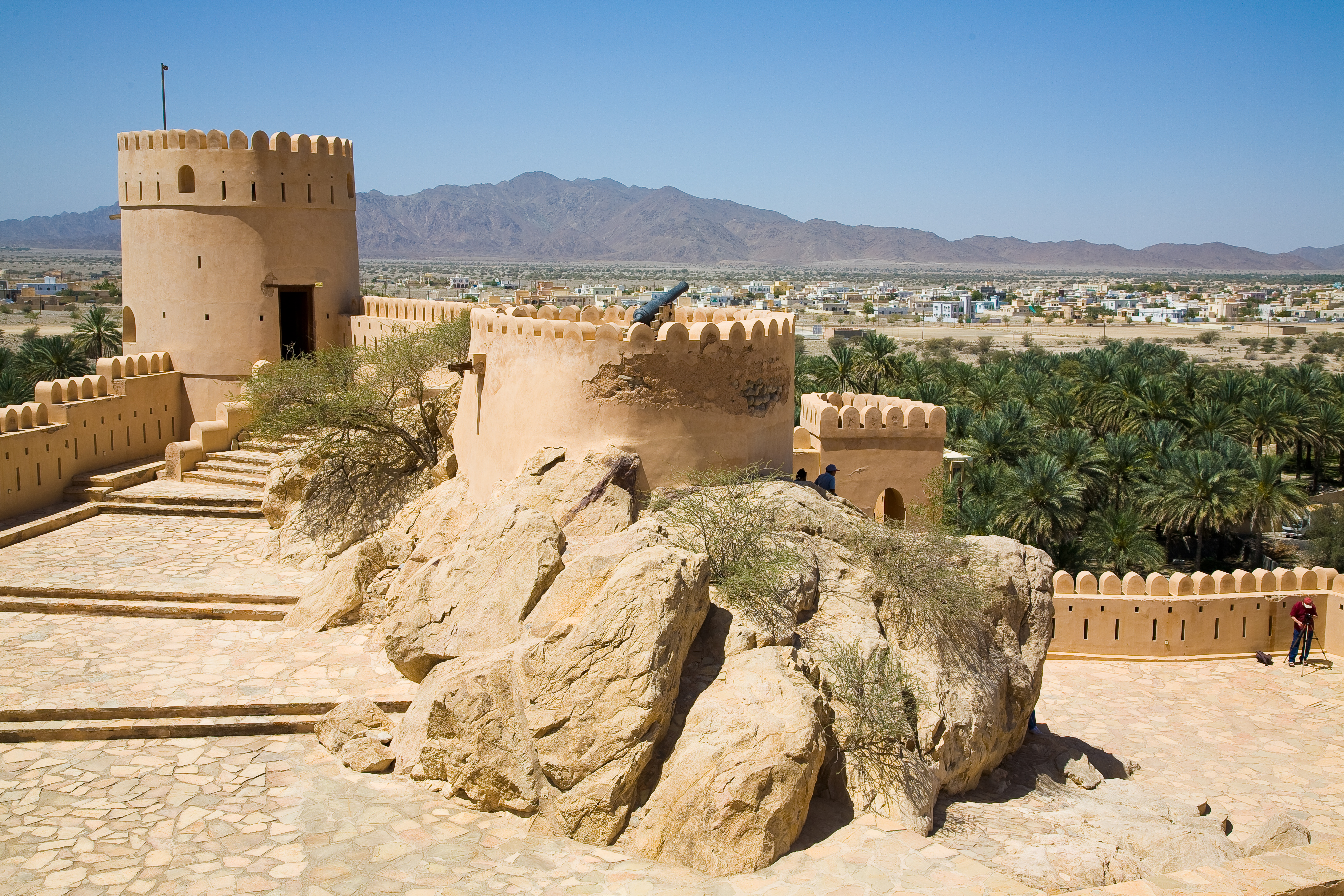
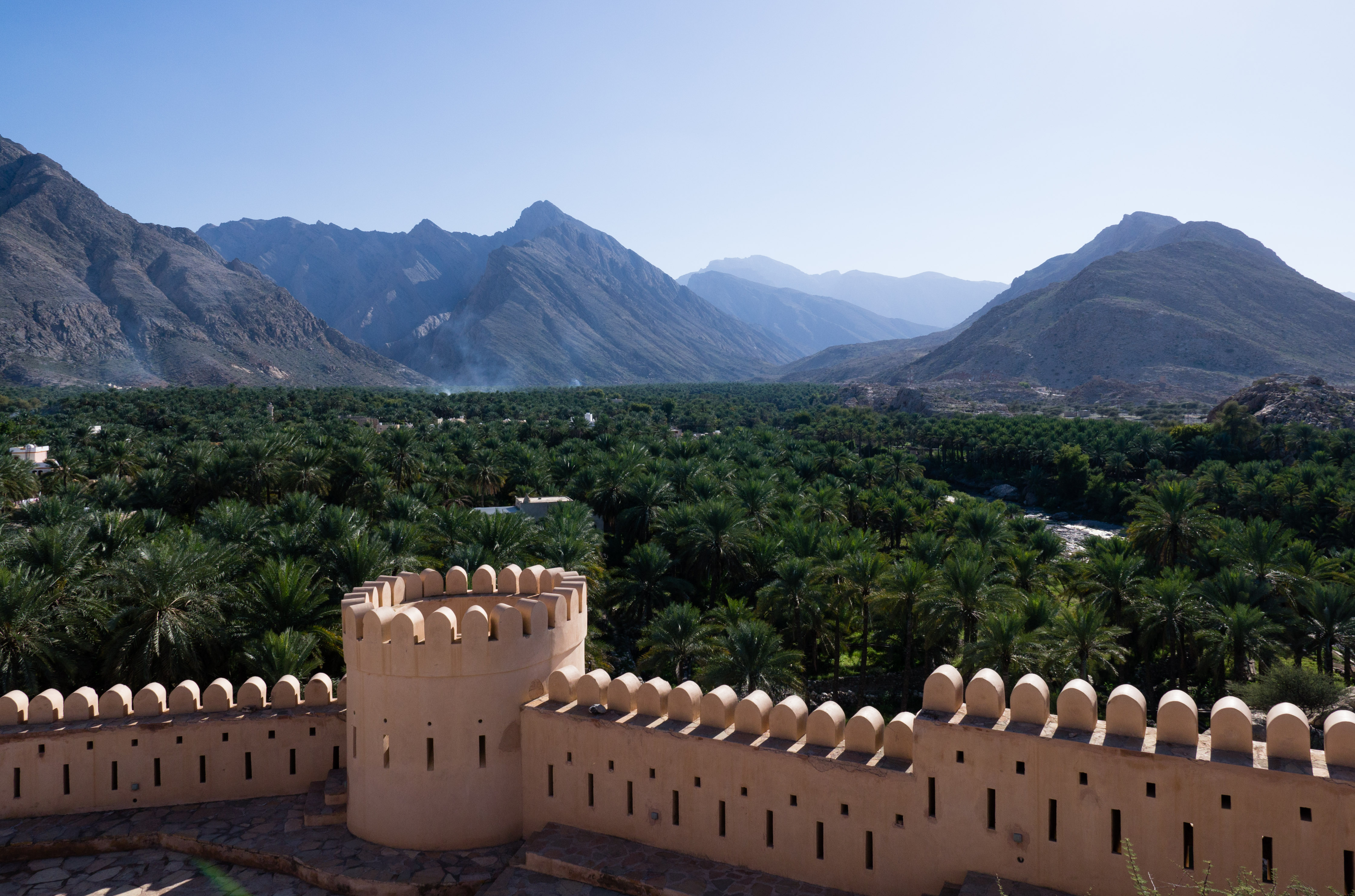
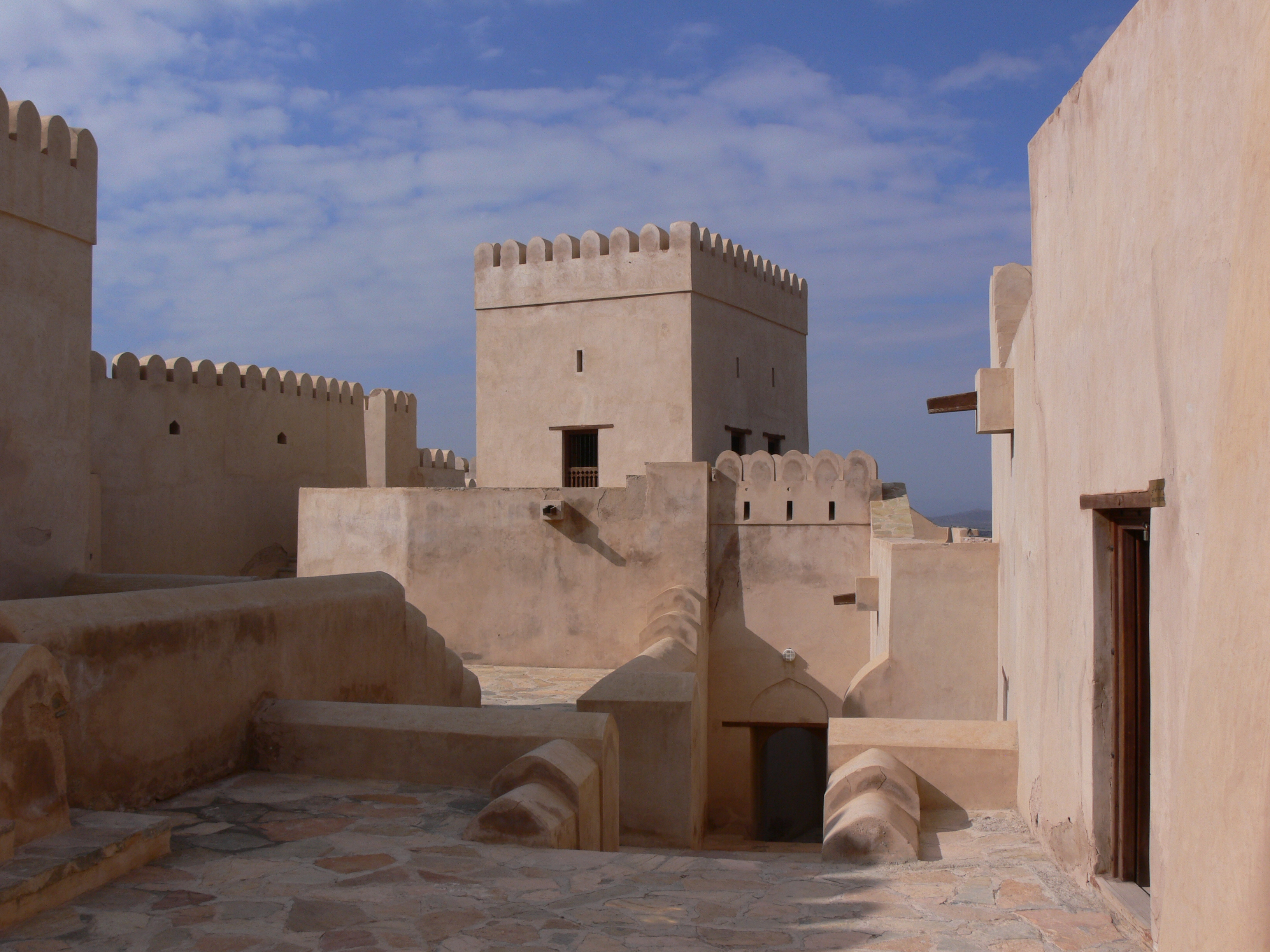
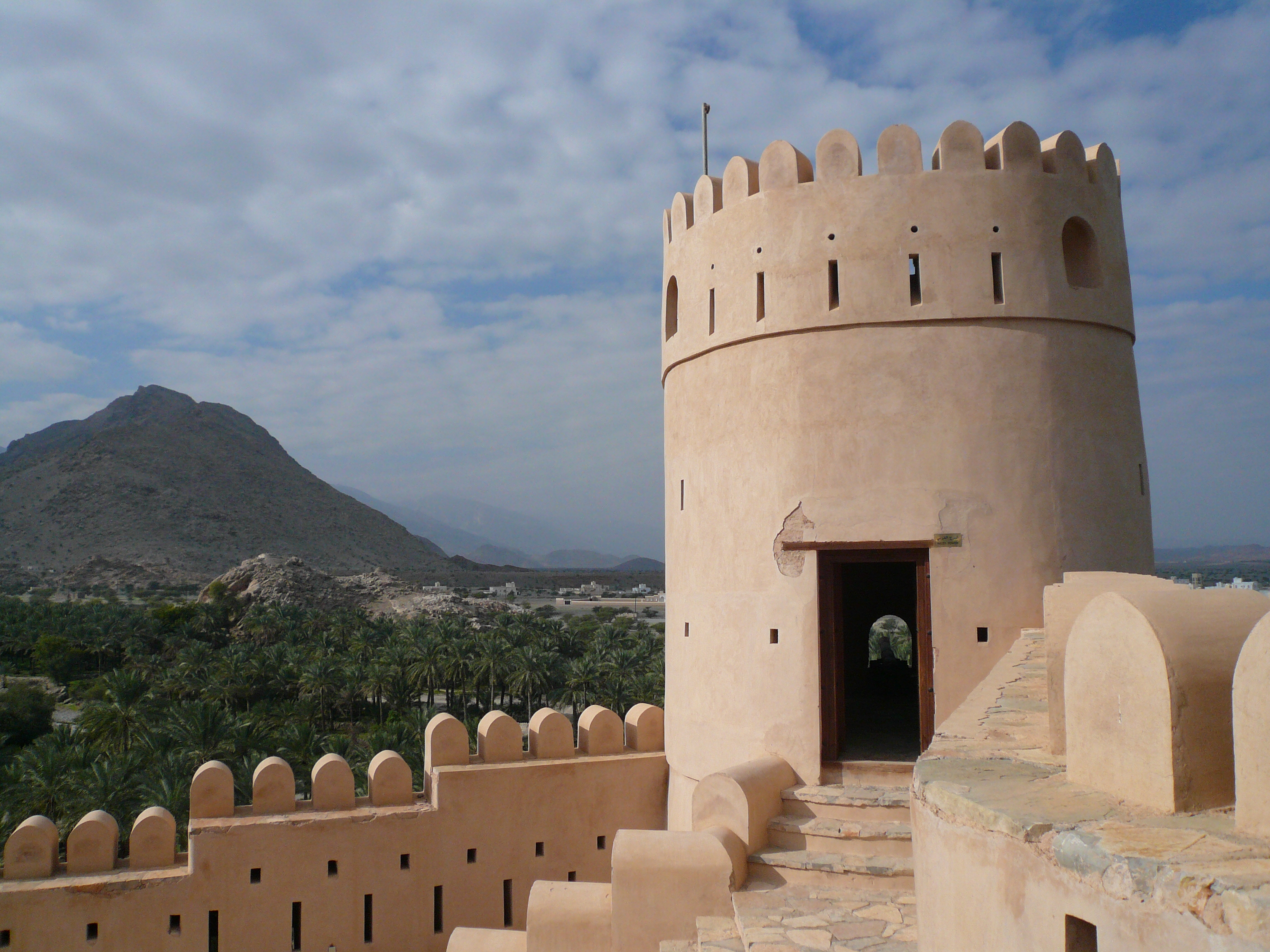
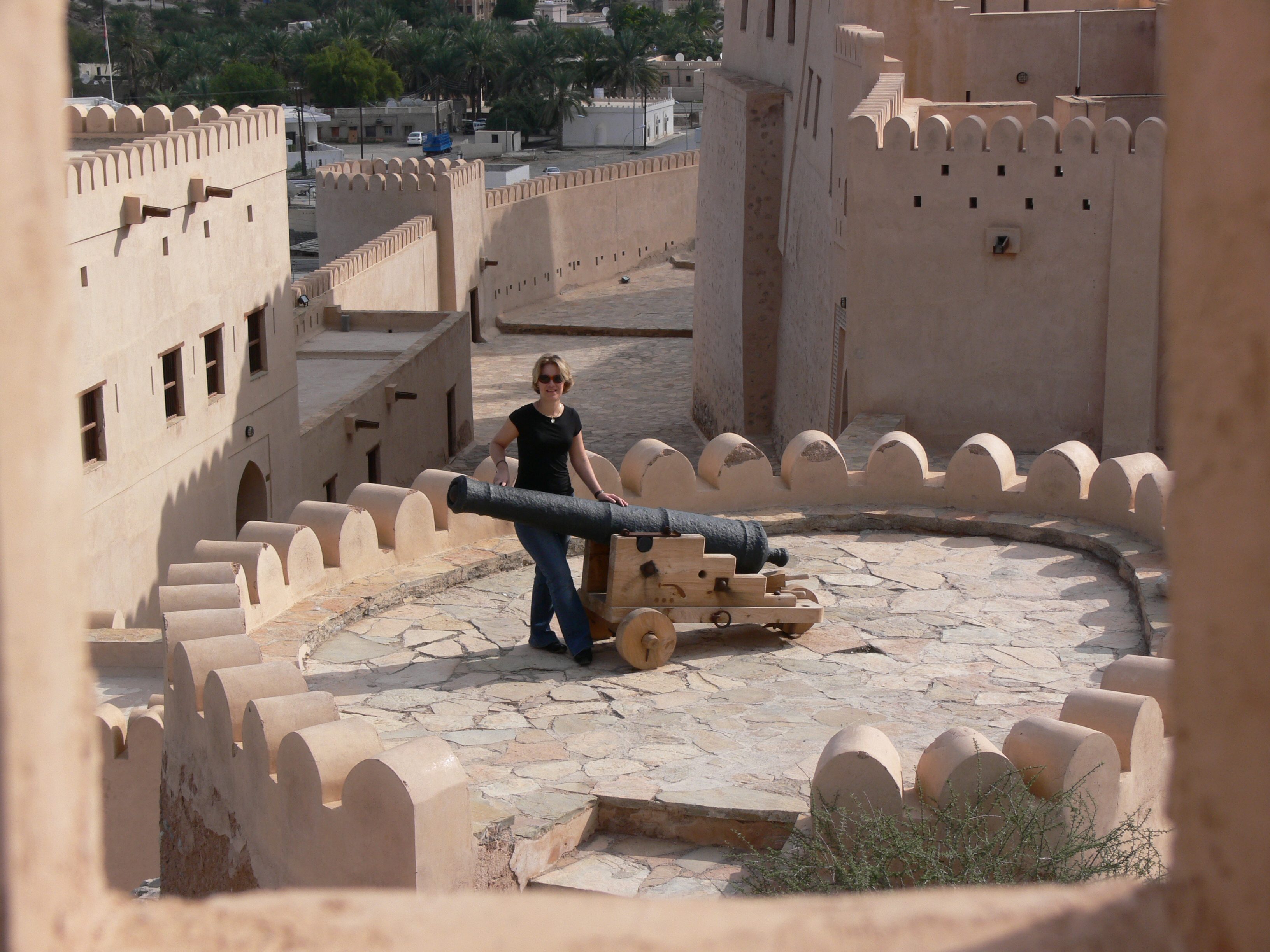